# Добраничівська стоянка
Добраничівська стоянка — археологічна пам'ятка, поселення доби пізнього палеоліту.

## Розташування
Стоянка розташована на території села Добраничівка Бориспільського району Київської області, на лівому березі річки Супій (притока Дніпра).

## Загальний опис
Розкрито чотири господарсько-побутових комплекси, що складалися зі стаціонарних округлих жител з мамонтових кісток типу чуму народів Півночі Росії, ям-сховищ, внутрішніх і зовнішніх вогнищ та виробничих центрів. Комплекс крем'яних знарядь та виробів з гірського кришталю характеризувався різцями кутового і бокового типів, кінцевими скребачками скорочених пропорцій, їх подвійними зразками, копальнями й сокировидними знаряддями, проколками, а також різноманітними мікролітами із затупленим краєм — ланцетоподібними вістрями, прямокутниками тощо. Кістяні знаряддя представлені проколками та молотками з рога північного оленя, знахідки мистецтва — унікальною стилізованою жіночою фігуркою із середньодніпровського бурштину, рештки фауни — кістками мамонта й північного оленя, а також бізона, вівцебика, ведмедя, вовка, лисиці, зайця та інших тварин.

## Датування
Згідно з попередніми радіокарбоновими датами, вік пам'ятки визначається близько 13 тисяч років. Комплекс пам'ятки пов'язується з епіграветською культурною традицією, яка представлена аналогічними пам'ятками в селі Гінці Лубенського району Полтавської області, селі Межиріч (див. Межиріцька стоянка), місті Фастів (Фастівська стоянка) і Семенівкою I—III біля села Семенівка Баришівського району Київської області.

## Фотогалерея

## Історія досліджень
1952 року при прокладанні дороги через село робітники натрапили на купи кісток і черепів з бивнями і повідомили про знахідку археологів. Досліджувалась з 1953 р. І. Г. Шовкоплясом. Культурний шар залягав у лесі на глибині 1,5—2,5 м. Досліджувалася археологічними експедиціями у 1953, 1967, 1969 і 1970 роках. Залишки одного з господарсько-побутових комплексів Добраничівської стоянки є основною частиною експозиції спорудженого над ними музею (відкритий 1977 р.), який є філією Яготинського історичного музею.